# 요한 안드레 포르팡
요한 안드레 포르팡(노르웨이어: Johann André Forfang, 1995년 7월 4일~)은 노르웨이의 스키점프 선수이다. 올림픽에서 금메달 1개, 은메달 1개를 획득했으며, 2018년 동계 올림픽 라지힐 단체전 우승을 차지한 노르웨이팀의 일원이다.
형인 다니엘도 스키점프 선수이다.